# 雷乔蒙塔努斯环形山
雷乔蒙塔努斯环形山（Regiomontanus）是月球正面南半球一座古老的大撞击坑，约形成于45.5亿年前－39.2亿年前的前酒海纪，其名称取自十五世纪德国天文学家暨数学家约翰·缪勒·冯·柯尼斯堡（拉丁名为“雷乔蒙塔努斯”，1436年－1476年），1935年被国际天文学联合会批准接受。

## 描述

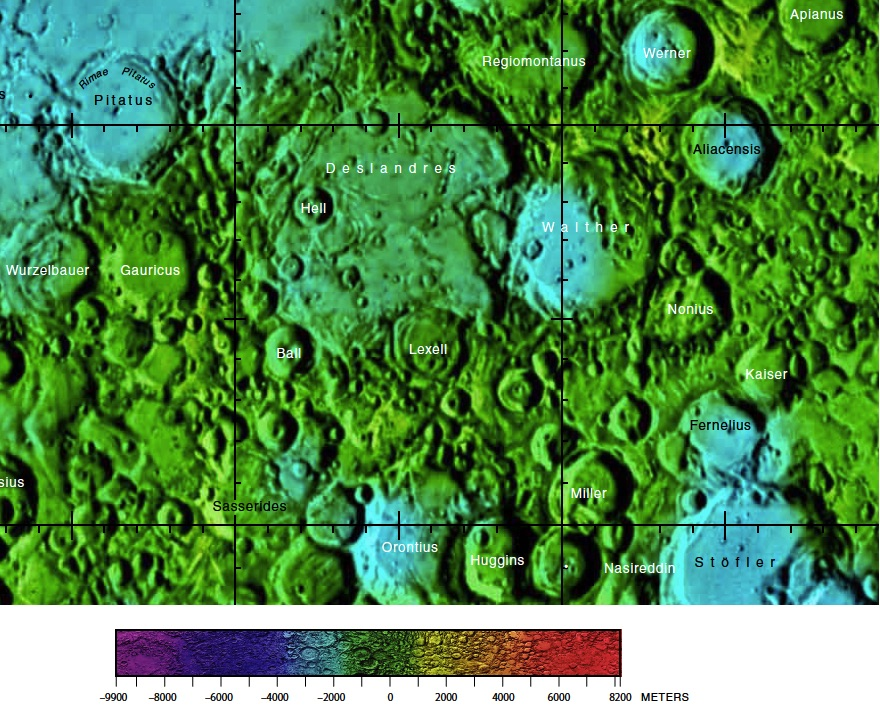
雷乔蒙塔努斯环形山的周边，月球正面区域图。

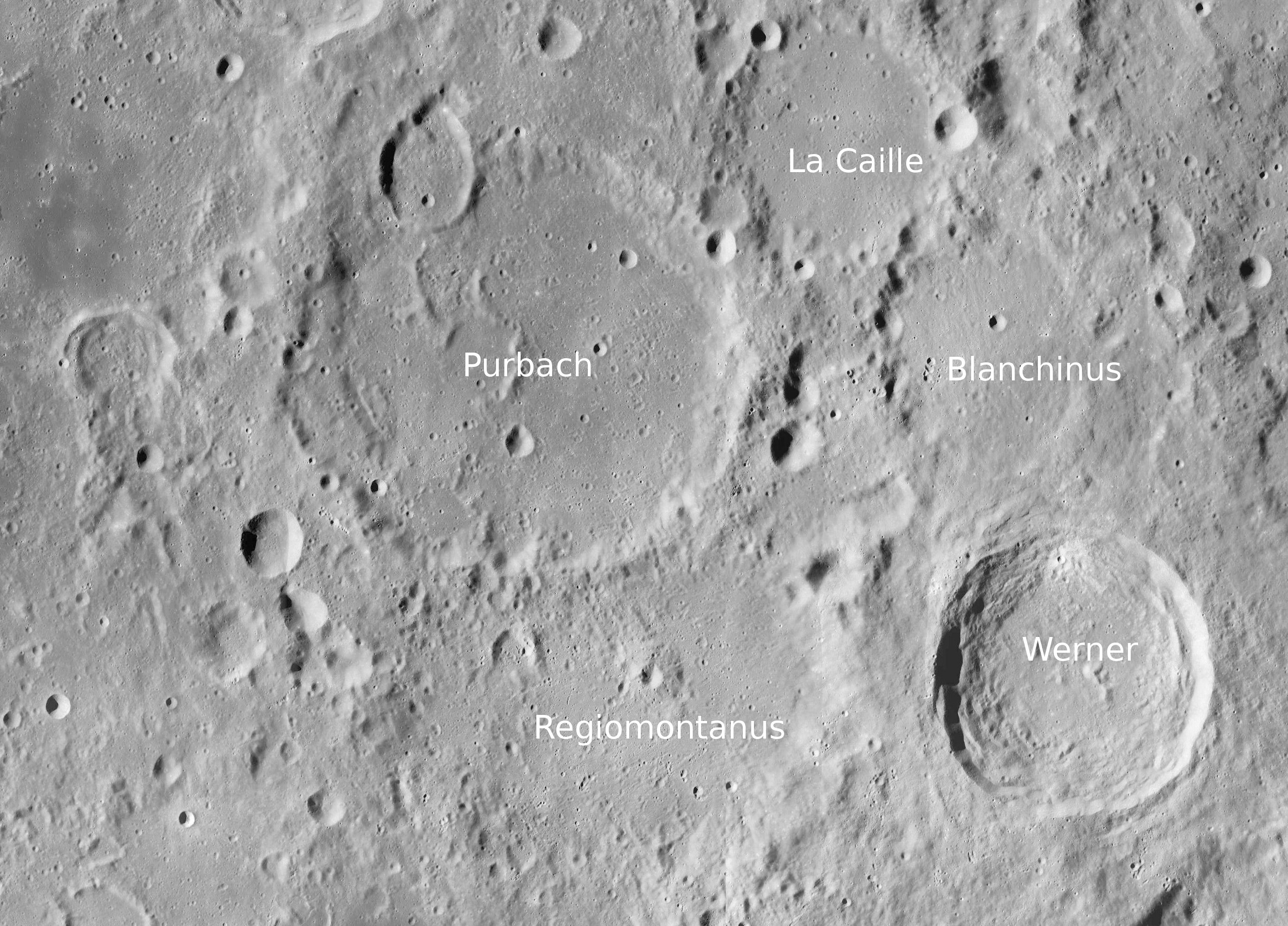
月球勘测轨道飞行器拍摄

该陨坑北侧被普尔巴赫环形山部分覆盖、东北靠近比安基奴斯环形山、维尔纳环形山位于它的东侧、而东南偏南和西南分别横亘着更大的沃尔瑟环形山和德朗达尔环形山，雷乔蒙塔努斯环形山的西北濒临云海。
该陨坑的中心月面坐标为28°17′S 1°05′E / 28.28°S 1.09°E，直径126.6公里，深度约3.61公里。
雷乔蒙塔努斯环形山因撞击侵蚀而严重磨损，陨坑壁嵯峨嶙峋、残破不齐，其轮廓明显呈东西向偏长的卵状形，南、西二侧坑壁几乎已完全堕毁，只有东侧坑壁相对最完整。残存的坑壁平均高出周边地形1630米，内部容积约17120.47公里³。坑内底表已被熔岩淹没，东部平坦，而西部崎岖，坑底表面散布有一些细小的撞击坑。该陨坑最突出的特征是一道延伸在坑内东北高约1200米的山岭，其峰顶坐落了小卫星坑"雷乔蒙塔努斯 A"。
位于山岭顶部的卫星坑"雷乔蒙塔努斯 A"曾一度被认为是月球上火山活动的证据，然而，该特征实际上只是一座撞击陨石坑，其位置略偏离中央峰峰顶。

## 命名
雷乔蒙塔努斯环形山以德国天文学家之名命名，像月球正面的大多数陨坑一样，该环形山也是由十七世纪意大利天文学家和耶稣会天主教神父乔瓦尼·巴蒂斯塔·里乔利所命名，他在1651年创建的月名体系现已成为标准的月名。早期的一些月面学家也曾给予了该特征不同的名称：如佛兰芒天文学家米迦勒·弗洛伦特·范·朗伦在他1645年发表的月图中以瑞典女王克里斯蒂娜之名称它为"瑞典克里斯蒂娜女王"(Christinae Reg. Suec)；而波兰天文学家约翰·赫维留则将它与普尔巴赫环形山和沃尔瑟环形山归在一起，以地球上的黎巴嫩山命名它们为"黎巴嫩山"("Mons Libanus")。

## 卫星陨石坑
按惯例，最靠近雷乔蒙塔努斯环形山的卫星坑将在月图上以字母标注在它的中心点旁边。

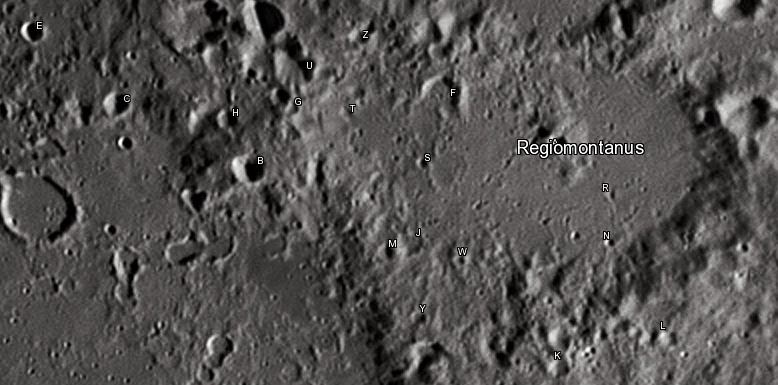
戴维·坎贝尔图片

| 雷乔蒙塔努斯 | 纬度    | 经度   | 直径    |
| ------------ | ------- | ------ | ------- |
| A            | 28.0° S | 0.6° W | 6 公里  |
| B            | 29.0° S | 3.7° W | 10 公里 |
| C            | 28.7° S | 5.2° W | 8 公里  |
| E            | 28.2° S | 6.2° W | 6 公里  |
| F            | 27.8° S | 1.9° W | 11 公里 |
| G            | 28.2° S | 3.6° W | 5 公里  |
| H            | 28.6° S | 4.0° W | 6 公里  |
| J            | 29.4° S | 1.9° W | 8 公里  |
| K            | 30.3° S | 0.0° W | 6 公里  |
| L            | 29.7° S | 1.1° E | 6 公里  |
| M            | 29.6° S | 2.1° W | 5 公里  |
| N            | 28.9° S | 0.1° E | 3 公里  |
| R            | 28.4° S | 0.0° W | 3 公里  |
| S            | 28.6° S | 2.0° W | 4 公里  |
| T            | 28.1° S | 2.9° W | 5 公里  |
| U            | 27.9° S | 3.5° W | 11 公里 |
| W            | 29.5° S | 1.4° W | 3 公里  |
| Y            | 30.1° S | 1.6° W | 5 公里  |
| Z            | 27.5° S | 3.0° W | 6 公里  |

## 另请参阅
- Andersson, L. E.; Whitaker, E. A. . NASA RP-1097. 1982.
- Blue, Jennifer. . USGS. July 25, 2007  [2007-08-05]. （原始内容存档于2019-12-05）.
- Bussey, B.; Spudis, P. . New York: Cambridge University Press. 2004. ISBN 978-0-521-81528-4.
- Cocks, Elijah E.; Cocks, Josiah C. . Tudor Publishers. 1995. ISBN 978-0-936389-27-1.
- McDowell, Jonathan. . Jonathan's Space Report. July 15, 2007  [2007-10-24]. （原始内容存档于2019-06-21）.
- Menzel, D. H.; Minnaert, M.; Levin, B.; Dollfus, A.; Bell, B. . Space Science Reviews. 1971, 12 (2): 136–186. Bibcode:1971SSRv...12..136M. doi:10.1007/BF00171763.
- Moore, Patrick. . Sterling Publishing Co. 2001. ISBN 978-0-304-35469-6.
- Price, Fred W. . Cambridge University Press. 1988. ISBN 978-0-521-33500-3.
- Rükl, Antonín. . Kalmbach Books. 1990. ISBN 978-0-913135-17-4.
- Webb, Rev. T. W.  6th revised. Dover. 1962. ISBN 978-0-486-20917-3.
- Whitaker, Ewen A. . Cambridge University Press. 1999. ISBN 978-0-521-62248-6.
- Wlasuk, Peter T. . Springer. 2000. ISBN 978-1-85233-193-1.